# عربة Pegasu BMR-600

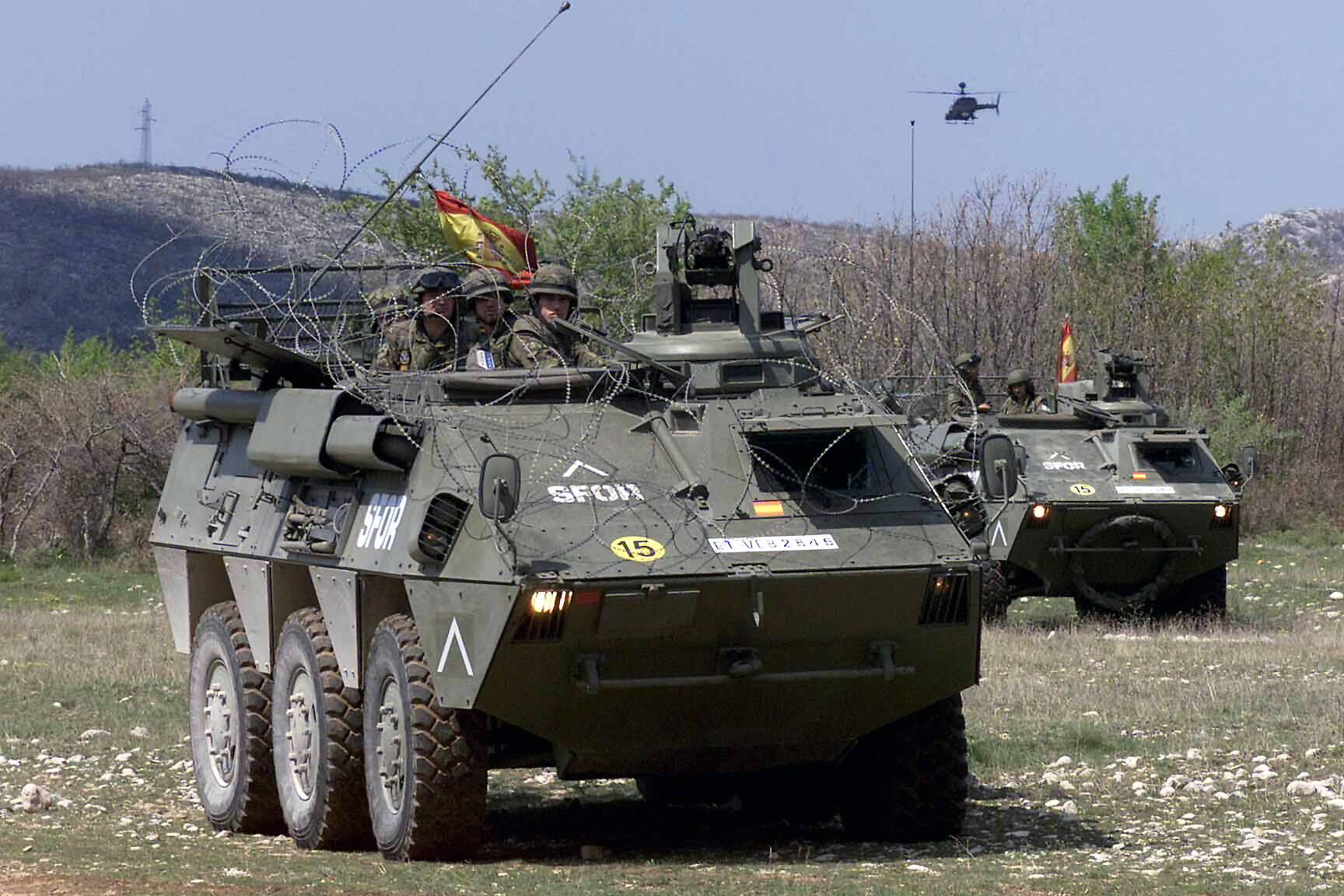

إن محرك الديزل Pegaso 9157/8 306 يعمل أصلاً بمحرك ديزل، وهو مزود بعلبة تروس أوتوماتيكية، محول عزم الدوران، نظام تعليق مستقل في جميع العجلات الست وقدرة برمائية. ويمكن أيضا أن تنقل عن طريق الجو. وقد تلقت نوعا مختلفا من الأسلحة طوال حياتها، وهناك أيضا نسخة للإسعاف الميداني. كجزء من معداتها البرمائية الاختيارية، لديها اثنين من hydrojets للسفر عبر المياه.
تستخدم Pegaso BMRs من قبل الجيوش الاسبانية والمصرية والسعودية والمغربية والبيروفية.
كان لجيش جمهورية أسبانيا (BMR-600) دور فعال في أداء القوات الإسبانية في التدخلات الدولية في يوغسلافيا وأفغانستان والعراق ولبنان. في السنوات القليلة الماضية، تم استبدال محركات Pegaso الأصلية بمحركات Scania DS9 61A 24S الجديدة بقوة 310 حصان، كجزء من برنامج "BMR 2". علاوة على ذلك، تم تزويد المركبات بدرع إضافي إضافي ووحدة تكييف الهواء. وهي معروفة الآن باسم BMR M1.

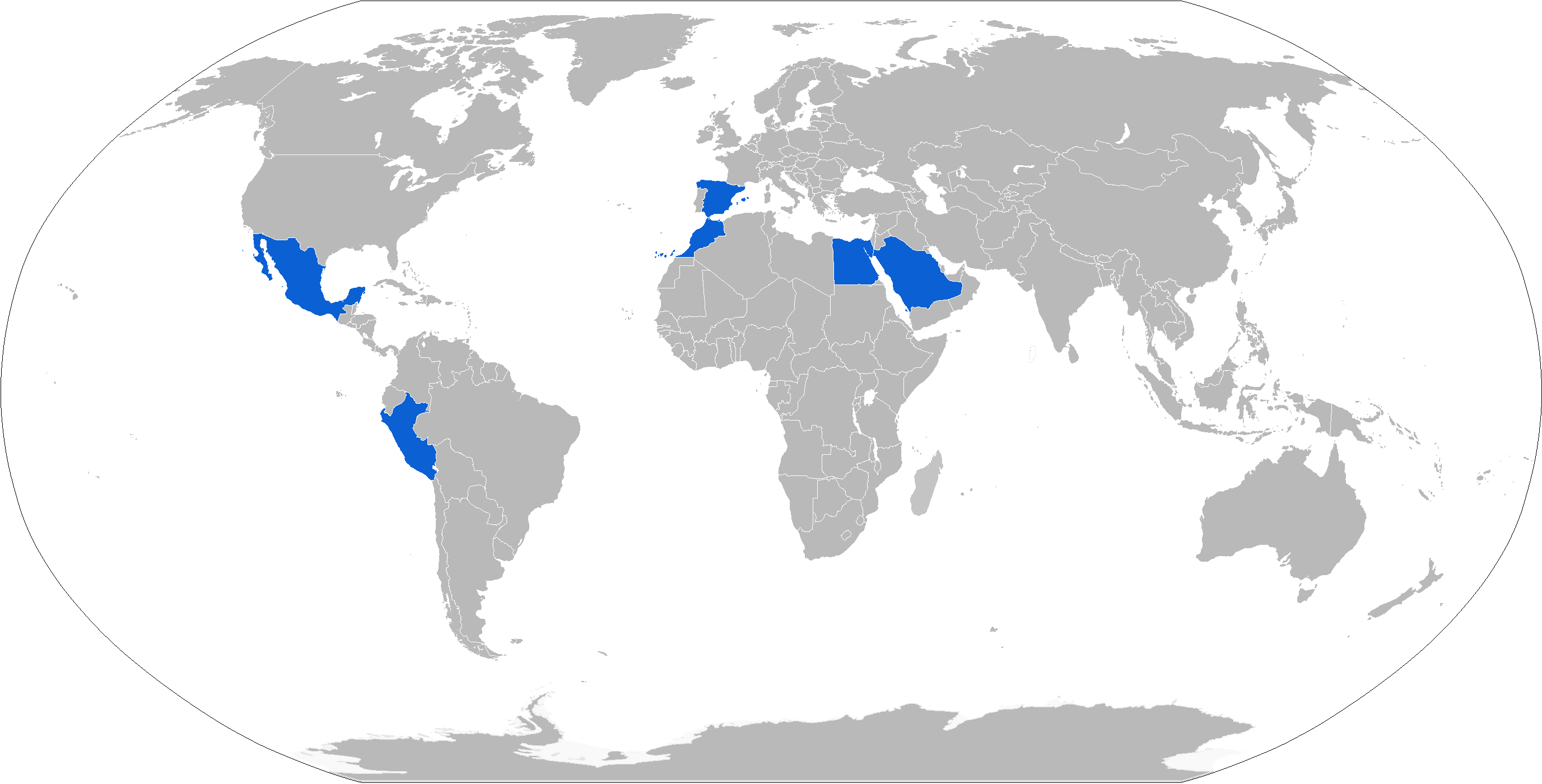
خريطة لمشغلي Pegaso BMR باللون الأزرق

## المشغلين الحاليين
- اسبانيا : 682 مركبة
- مصر : 260 مركبة
- المكسيك : 7 مركبة تابعة للقوات البحرية
- البيرو : 20 مركبة تابعة للقوات البحرية
- المملكة العربية السعودية : 200 مركبة تابعة للقوات البحرية
- المغرب : 100 مركبة